# Vilhelmina flygplats
South Lapland Airport (IATA: VHM, ICAO: ESNV), även känd som Vilhelmina Sagadal flygplats eller bara Vilhelmina flygplats, är en regional flygplats. Den ligger 12 km från Vilhelmina tätort i Södra Lappland (Västerbottens län). Flygplatsen ägs av Vilhelmina kommun och används av boende i och besökare till Vilhelmina kommun, Dorotea kommun och Åsele kommun, samt för södra delen av Storumans kommun och för norra delen av Strömsunds kommun. Flygplatsen är av stor betydelse för resor till södra Lappland. Övriga flygplatser i södra Lappland är Lycksele och Hemavan.

## Historia
Från Vilhelmina flygplats påbörjades den reguljära flygtrafiken i början av 1970-talet med två turer dagligen mån-fre på sträckan Vilhelmina-Strömsund-Sundsvall. Utvecklingen därifrån till dags datum har skett etappvis under åren.
Banan har byggts ut vid ett par tillfällen och antalet turer och stolkapaciteten har hela tiden ökat och i dagsläget (2025) passerar cirka 12 000 personer flygplatsen årligen. Den 20 december 2001 togs beslut om införande av allmän trafikplikt (Näringsdepartementet). Detta innebar att staten via Rikstrafiken skall ansvara för flygtrafiken till och från inlandsflygplatserna från den 27 oktober 2002. Detta skall säkerställa ett acceptabelt antal turer, att de sker med en viss regelbundenhet och att kapacitet och prissättning är rimlig, krav som lufttrafikföretagen inte skulle uppfylla om de enbart tog hänsyn till sina kommersiella intressen. I det här fallet innebär det till exempel att det skall vara möjligt att resa över dagen, tur och retur mellan Vilhelmina och Stockholm.
Flygplatsen hade 16 293 passagerare år 2007, dvs ca 313 i veckan. Det gick 3 plan per riktning i veckan. Flygningarna har oftast samordnats med andra flygplatser, såsom Storumans flygplats och Hemavans flygplats vilket ökat antal passagerare ombord mot Stockholm. Storumans flygplats stängde ned sin trafik 2010 vilket ledde passagerare till Storumans tätort via Vilhelmina flygplats.
Önskemål finns på att förlänga start- och landningsbanan från nuvarande 1500 meter till en längd på 2300 meter. Det skulle tillåta jetplan inklusive charterflyg för biltestare och turister.
I december 2018 hoppades man att det skulle var möjligt att man skulle kunna flyga med större flygmaskiner till Vilhelmina redan till hösten 2019. Men man väntade med det på grund av att en arkeologisk utgrävning skulle genomföras och även på tillstånd från ägarna till en familjegård som skulle behöva rivas och till viss del flyttas på grund av flygplatsens utbyggnad. Men om det skulle bli så att det krävs en total arkeologisk utgrävning skulle det bli både för dyrt och ta för lång tid innan förlängningen av landningsbanan skulle kunna ske. – "Vi har hamnat vid vägens ände och vi får avvakta vad som händer. Kommunen får stå för alla kostnader och en arkeologisk utgrävning kan kosta flera miljoner. Det har vi inte råd med. Då faller hela projektet", säger Johan Hagelberg.
Under en tid har man gått vänta med att förlänga landningsbanan på grund av en arkeologisk undersökning av närliggande fångstgropar. Nu har man fått länsstyrelsens klartecken att använda hela den befintliga landningsbanan.

## Flygtrafik
Flygtrafiken till/från Stockholm-Arlanda flygplats upphandlas av Trafikverket.
Vid upphandlingen år 2008 var det flygbolaget Nextjet som vann, och de trafikerade linjen fram till maj 2018 då de gick i konkurs. Nextjet använde sig av flygplanstyperna BAe ATP med plats för 68 personer och av SAAB 340 med plats för 33 personer.
Fram till 2008 var det flygbolaget Skyways som skötte trafiken med Fokker 50 med plats för 50 personer.
Linjen till Stockholm-Arlanda trafikeras 2 gånger varje vardag och 1 gång på söndagar. Däremot finns det inget flyg på lördagar. Trafiken på vardagar minskades 30 mars 2020 till en avgång per dag på grund av coronapandemin.
Alla flygningar mellan Vilhelmina och Arlanda sker utan mellanlandning och restiden är 90 minuter. Vissa av flygen delas med Hemavan, vilket innebär att de fortsätter till Hemavan Tärnaby Airport efter stoppet i Vilhelmina.
I maj 2018 gick NextJet i konkurs, och då blev flygplatsen utan trafik tills Amapola flyg började flyga från och med 1 juli samma år.
Den 1 juli 2018 började Amapola flyga linjerna Vilhelmina, Hemavan och Lycksele.  
Det var ett par veckors febrilt letande över vilket flygbolag som skulle ta över efter konkursen från Nextjet, från Trafikverket och regeringens sida, men Trafikverket har kunnat utnyttja ett så kallat nödförfarande i EU:s lufttrafikordning och gjorde en tilldelning av trafiken på sju månader. Därefter upphandlades trafiken fram till oktober 2019.
Trafikverket har i dagsläget upphandlat trafiken för ytterligare nio månader, så att avtalet ligger i fas med kommande upphandling av flyglinjer för perioden oktober 2019–oktober 2023.

### Destinationer och flygbolag
| Flygbolag    | Destinationer                  |
| ------------ | ------------------------------ |
| Amapola flyg | Stockholm-Arlanda via Lycksele |

## Marktransport
- Taxi och flygtaxi (förbokas) finns.
- Hyrbil finns att tillgå genom firmorna Straukas Bil, Bil & Fritid, Avis, Hertz och Europcar.
- Parkering för egen bil finns och är kostnadsfri.

Kommunhuvudorter som betjänas av Vilhelmina flygplats har följande vägavstånd:
- Dorotea 52 km
- Vilhelmina 11 km
- Storuman 78 km
- Åsele 60 km

## Faciliteter
Flygplatsens faciliteter är sparsmakade, men automatkaffe och gratis toaletter finns att tillgå. Det finns inga butiker eller någon servering av mat. Detta finns inne i centralorten Vilhelmina.